# Васиха (Тверская область)
Васиха — деревня в Лихославльском районе Тверской области России.

## География
Находится в центральной части Тверской области на расстоянии приблизительно 5 км на запад по прямой от районного центра города Лихославль.

## История
Деревня была отмечена ещё на карте Менде, состояние местности на которой соответствует 1848 году. В 1859 году здесь было учтено 28 дворов. До 2017 входила в Ильинское сельское поселение Лихославльского района, с 2017 по 2021 в Вёскинское сельское поселение до его упразднения.

## Население
Численность населения: 166 человек (1859 год), 8 (русские 62 %, карелы 38%) в 2002 году, 12 в 2010.

## Известные уроженцы
- Горбин Николай Михайлович — генерал-майор.